# Саи (Япония)
Саи (яп. 佐井村 Саи-мура) — село в Японии, находящееся в уезде Симокита префектуры Аомори. Площадь села составляет 135,03 км², население — 1930 человек (30 марта 2020), плотность населения — 14,29 чел./км².

## Географическое положение
Село расположено на полуострове Симокита, острова Хонсю. В префектуре Аомори региона Тохоку. С ним граничат город Муцу и посёлок Ома.
Саи занимает западную часть полуострова, простирающуюся от пролива Цугару до залива Муцу. Часть деревни находится в парке Симокита Ханто. Горный район является домом для многих местных видов растений и животных. Дикая природа включает в себя японских обезьян , тануки и азиатских черных медведей. Большинство населения живет в прибрежных деревнях. Около 90 % деревни покрыто лесами.

## Экономика
Экономика Саи сильно зависит от лесного хозяйства и вылова рыбы. Около 90 % территории деревни это горы и леса, из которых 90 % являются национальными лесами. Также здесь вылавливаются морепродукты включая: икру,Морской ёж, морской ананас, морской огурец, гребешки, морское ушко, комбу и кальмара. Сезонный туризм также вносит важный вклад в экономику.

## Население
Население села составляет 1930 человек (30 марта 2020), а плотность — 14,29 чел./км². Изменение численности населения с 1920 по 2010 годы:
1920 - 3202 чел.   —
1930 - 3816 чел.   +19,2%
1940 - 4364 чел.   +14.4%
1950 - 5370 чел.   +23.1%
1960 - 5271 чел.   −1.8%
1970 - 4622 чел.   −12.3%
1980 - 4174 чел.   −9.7%
1985 - 3634 чел.   −12.9%
1990 - 3348 чел.   −7.8%
1995 - 3173 чел.   −5.1%
2000 - 3010 чел.   −5.1%
2005 - 2843 чел.   −5.5%
2008 - 2563 чел.   −9.8%
2010 - 2422 чел.   −5.5%
2014 - 2309 чел.   −4.6%
2015 - 2148 чел.   −7%
2020 - 1930 чел.   −10.4%

## Символика
Деревом села считается туевик долотовидный, цветком — лилия, птицей — скопа.